# SKM Nowa Sól
SKM Nowa Sól – męski klub koszykarski z Nowej Soli, powstały w 2013 roku. Stanowi bezpośrednie zaplecze (drużyna rezerw) Stelmetu Zielona Góra. Od sezonu 2013/2014 występuje w rozgrywkach II ligi, w których, ze względów sponsorskich gra pod nazwą Muszkieterowie Nowa Sól.
W pierwszym sezonie istnienia klub podlegał Stowarzyszeniu Koszykówki Młodzieżowej Zastal, a rozgrywki grupy A II ligi zakończył w ćwierćfinale fazy play-off, zostając ostatecznie sklasyfikowanym na 5. pozycji. Od sezonu 2014/2015 klub występuje w grupie D II ligi i jest organizacyjnie podległy spółce Grono SSA, która prowadzi również pierwszą drużynę Stelmetu.

## Historia

### Tło powstania
Przed 2013 rokiem Stelmet Zielona Góra (występujący wcześniej pod nazwą Zastal Zielona Góra) formalnie posiadał drużynę rezerw występującą w III lidze pod nazwą SKM Zastal Zielona Góra i w której występowali również zawodnicy pierwszej drużyny.
SKM Nowa Sól powstał latem 2013 roku, mając pełnić rolę zaplecza Stelmetu Zielona Góra. Zadaniem klubu od momentu jego powstania jest umożliwienie rozwoju młodych koszykarzy, którzy następnie mogliby reprezentować drużynę Stelmetu, a także popularyzacja koszykówki w regionie. Ponadto najlepsi zawodnicy SKM-u mają łączyć grę w II lidze z treningami z pierwszą drużyną Stelmetu. Sam klub ma być budowany na wzór wcześniejszego projektu Polonii 2011 Warszawa.
W momencie powstania podlegał on Stowarzyszeniu Koszykówki Młodzieżowej Zastal, które odpowiadało za jego prowadzenie.
W lipcu 2013 roku zgłosił się do udziału w rozgrywkach II ligi. Ostatecznie, po wykupieniu przez klub dzikiej karty, został on dopuszczony do udziału w rywalizacji grupy A II ligi. Tym samym został on pierwszy klubem koszykarskim z Nowej Soli, który wystąpił na centralnym poziomie rozgrywek.
Pod koniec września 2013 roku, ze względów sponsorskich (głównymi sponsorami klubu zostały sklepy Intermarché i Bricomarché z Nowej Soli oraz Intermarché z Zielonej Góry, wchodzące w skład Grupy Muszkieterów), drużyna przyjęła nazwę Muszkieterowie Nowa Sól.

### Sezon 2013/2014

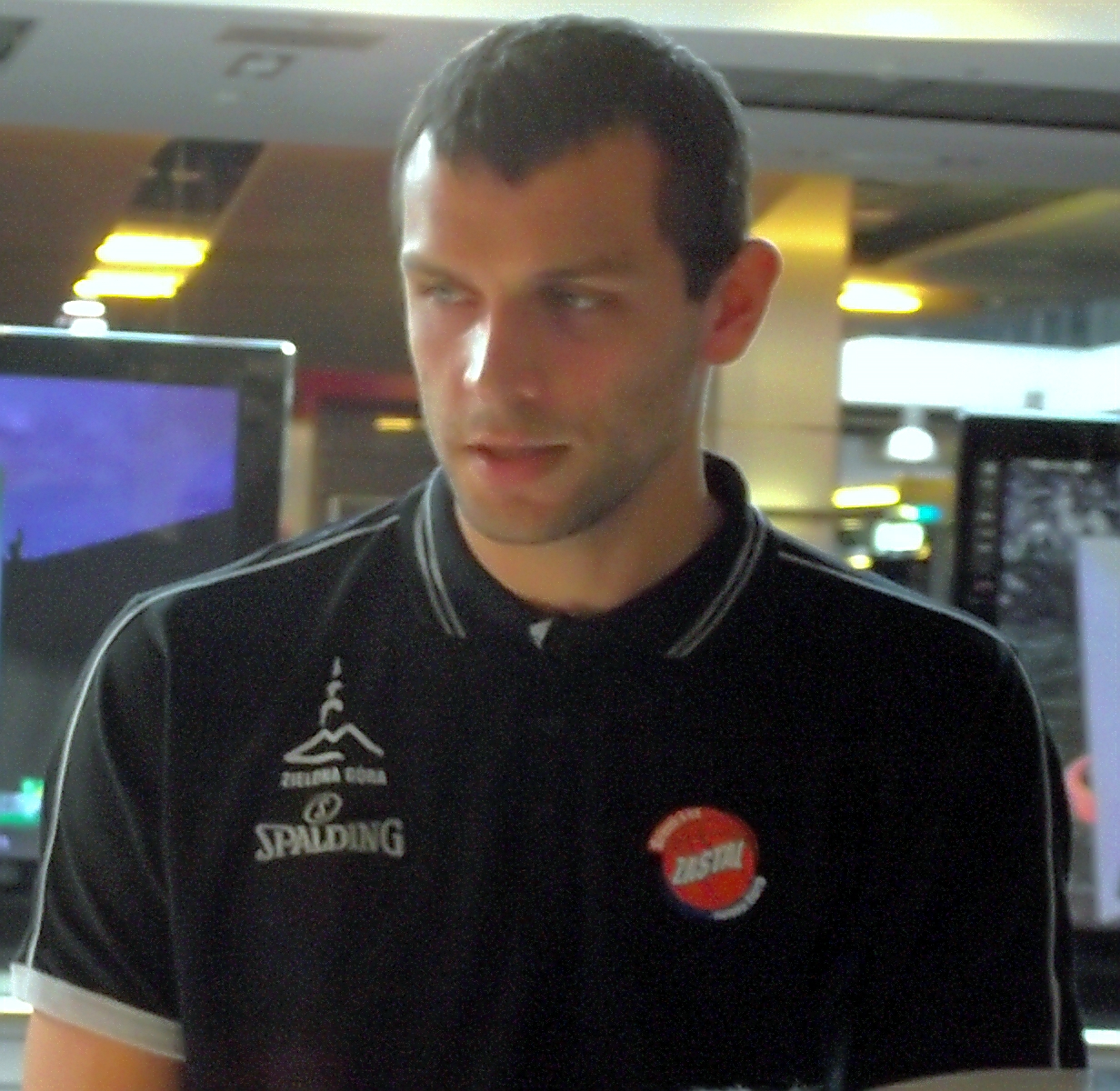
Marcin Chodkiewicz został przed sezonem 2013/2014 grającym asystentem trenera nowosolskiej drużyny

Skład Muszkieterów na sezon 2013/2014 oparty był głównie na wychowankach Stelmetu. W drużynie znaleźli się również uważani wówczas za jednych z najbardziej utalentowanych młodych koszykarzy w Polsce – Marcel Ponitka oraz bracia Kamil i Marek Zywertowie (dwóch ostatnich ostatecznie opuściło cały sezon 2013/2014 z powodu kontuzji). Spośród graczy, którzy przed sezonem 2013/2014 zadebiutowali w Polskiej Lidze Koszykówki, w składzie Muszkieterów znaleźli się: Rafał Rajewicz (76 meczów w PLK przed sezonem 2013/2014), Marcin Chodkiewicz (63 mecze), Radosław Trubacz (6 meczów), Paweł Jasnos (1 mecz) oraz Maciej Kucharek (21 meczów), który jednak na co dzień znajdował się w składzie pierwszej drużyny Stelmetu i ostatecznie w Muszkieterach w sezonie 2013/2014 zagrał 8 meczów ligowych. Oprócz nich w składzie znaleźli się jeszcze Szymon Chorągwicki, Jakub Der, Mariusz Matczak, Zyndram Mehmeti, Jarosław Michalewicz, Filip Przybylski, Nikodem Sirijatowicz, Adam Stefanowicz i Artur Suchodolski.
Skład ten oceniany był przez ekspertów jako stosunkowo silny jak na ten poziom rozgrywkowy i mogący z powodzeniem rywalizować o awans do I ligi. Trenerem zespołu początkowo miał być Bogusław Onufrowicz, jednak, z powodu jego problemów zdrowotnych, przed początkiem sezonu ligowego zastąpił go w tej roli Tadeusz Aleksandrowicz. Asystentami trenera zostali Marcin Chodkiewicz, który pełnił tę funkcję jednocześnie z funkcją zawodniczą, oraz Artur Gronek.
Przed sezonem Muszkieterowie rozegrali kilka meczów sparingowych – pokonali KS Sudety Jelenia Góra, rezerwy Śląska Wrocław i amatorską drużynę Basketliga Zielona Góra oraz przegrali z Sokołem Międzychód i Sudetami Jelenia Góra, ulegli także w pokazowym spotkaniu z pierwszą drużyną Stelmetu.
Sezon ligowy klub rozpoczął od meczu we własnej hali z Legią Warszawa, który Muszkieterowie wygrali 60:59. W kolejnych spotkaniach II ligi nowosolski zespół kilkukrotnie pokonywał rywali niewielką ilością punktów – MKS Kalisz na wyjeździe po dogrywce 87:86, rezerwy Trefla Sopot we własnej hali 73:69 i na wyjeździe z Basketem Junior Suchy Las 69:67. W sumie do połowy grudnia 2013 roku Muszkieterowie wygrali wszystkie 9 rozegranych meczów ligowych pokonując jeszcze drużyny SMS PZKosz Władysławowo, AZS UMK Toruń, Basket Piła, Polonia Warszawa i GTK Gdynia. W tym czasie klub zadebiutował także w Pucharze Polski, pokonując w 1. rundzie Nysę Kłodzko 77:69, a następnie przegrywając 76:77 i odpadając w 2. rundzie z Sudetami Jelenia Góra.

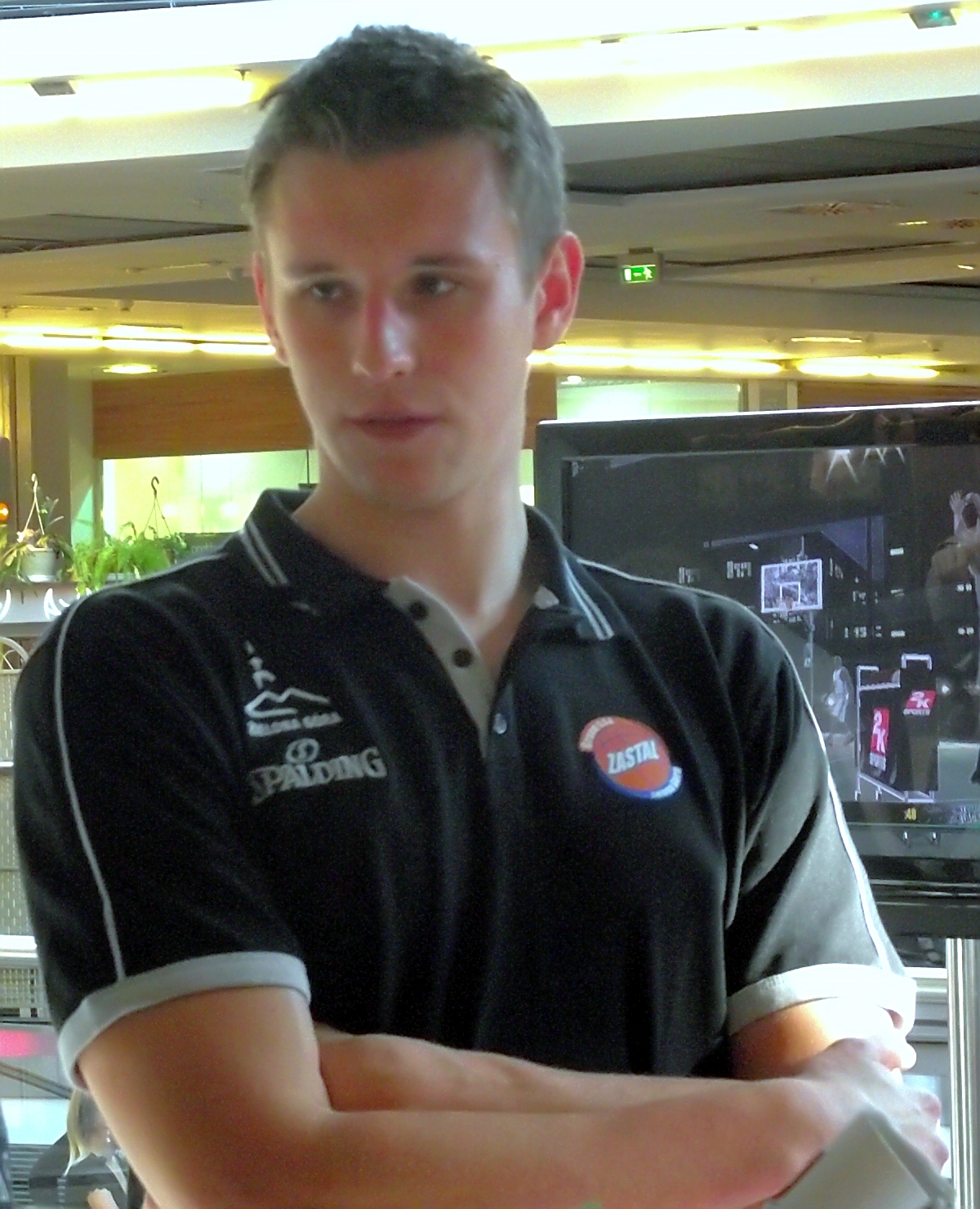
Rafał Rajewicz w listopadzie 2013 roku został wypożyczony do Jeziora Tarnobrzeg

W listopadzie 2013 roku z drużyny odszedł podstawowy na początku sezonu zawodnik – Rafał Rajewicz, który został wypożyczony do grającego wówczas w Polskiej Lidze Koszykówki Jeziora Tarnobrzeg.
W grudniu 2013 roku klub wpadł w kłopoty finansowe, co skutkowało decyzją o zastąpieniu dotychczasowego, niepokonanego w lidze, trenera Aleksandrowicza jego asystentem – Arturem Gronkiem. 18 grudnia, w pierwszym meczu, w którym trenerem Muszkieterów był Gronek, nowosolski zespół poniósł pierwszą porażkę w rozgrywkach ligowych, przegrywając 83:85 z Notecią Inowrocław. Pod koniec 2013 roku z klubu zwolniony został także jego dotychczasowy prezes – Rafał Rajewicz. Muszkieterowie przegrali także 2 kolejne spotkania – z Legią Warszawa i AZS-em UMK Toruń, następnie pokonali wysoko SMS PZKosz Władysławowo i ponownie przegrali, tym razem z MKS-em Kalisz.
Od momentu przegranej z kaliszanami, która miała miejsce 18 stycznia 2014 roku, nowosolska drużyna wygrała kolejnych 5 meczów: z Basketem Piła, rezerwami Trefla Sopot, Polonią Warszawa, GTK Gdynia i Basketem Junior Suchy Las, przegrywając ponownie dopiero 1 marca 2014 roku w wyjazdowym spotkaniu z Notecią Inowrocław. Dzień później Muszkieterowie zwyciężyli w zaległym meczu 11. kolejki Wybrzeże Korsarz Gdańsk, a w ostatniej kolejce sezonu zasadniczego pokonali ten sam klub walkowerem. W sumie Muszkieterowie w sezonie zasadniczym II ligi w sezonie 2013/2014 wygrali 17 z 22 meczów i zajęli 2. pozycję i awansowali do fazy play-off.
W pierwszej rundzie fazy play-off, czyli ćwierćfinałach, nowosolska drużyna zmierzyła się z AZS-em UMK Toruń, który w sezonie zasadniczym zajął 7. pozycję. W pierwszym meczu tej rywalizacji Muszkieterowie pokonali torunian we własnej hali 74:71, a w rewanżu na wyjeździe przegrali 58:62. W decydującym o awansie do dalszej fazy rozgrywek meczu, który rozegrany został 26 marca 2014 roku w Nowej Soli, Muszkieterowie przegrali 64:75 i odpadli z dalszej rywalizacji. Ostatecznie nowosolski klub został w sezonie 2013/2014 sklasyfikowany na 5. pozycji w grupie A II ligi.
Duża część składu Muszkieterów z sezonu 2013/2014, występując pod nazwą SKM Zastal Zielona Góra, zdobyła także w 2014 roku wicemistrzostwo Polski juniorów starszych (U-20), co, zdaniem Lubuskiego Związku Koszykówki, było jednym z efektów powstania drugoligowego zespołu Muszkieterów i dowodem na to, że projekt ten służy rozwojowi koszykówki w województwie lubuskim.

### Sezon 2014/2015
Przed sezonem 2014/2015 Muszkieterowie przeszli zmiany organizacyjne – przestali podlegać Stowarzyszeniu Koszykówki Młodzieżowej Zastal, a zarządzanie klubem przejęła spółka Grono SSA, odpowiadająca wcześniej wyłącznie za prowadzenie pierwszej drużyny Stelmetu. Klub ponownie zgłosił się do rozgrywek II ligi, tym razem został przydzielony jednak do grupy D.

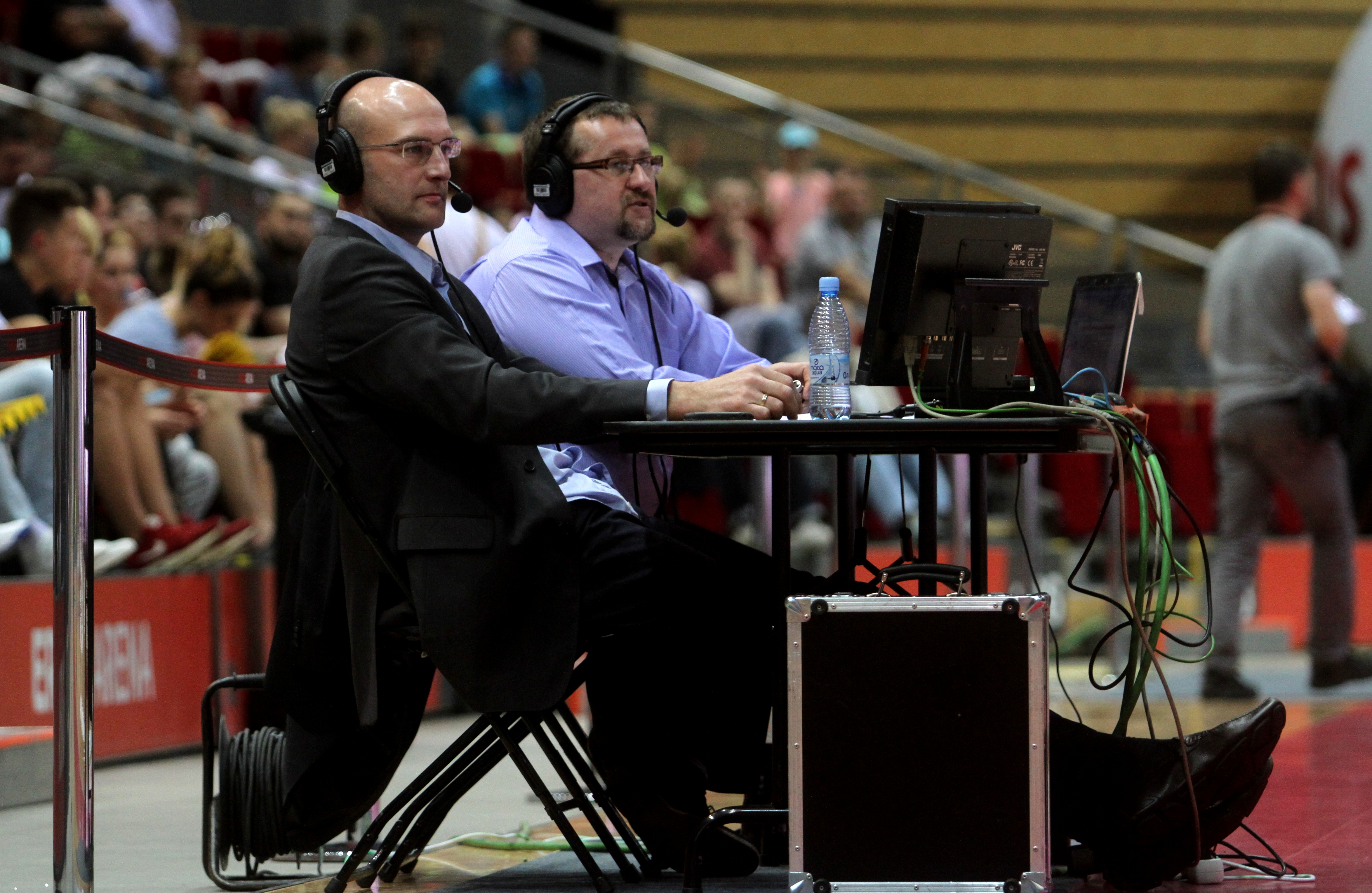
Arkadiusz Miłoszewski (po lewej) przed sezonem 2014/2015 został trenerem Muszkieterów Nowa Sól

W porównaniu z sezonem 2013/2014 z drużyny odeszli Marcel Ponitka, który zawiesił swój kontrakt z Muszkieterami (mający obowiązywać przez 2 kolejne sezony) i wyjechał do Stanów Zjednoczonych, gdzie został graczem drużyny Montverde Academy Eagles, występującej w rozgrywkach szkół średnich, Nikodem Sirijatowicz, który podpisał kontrakt ze Stalą Ostrów Wielkopolski oraz Artur Suchodolski, który został graczem Górnika Wałbrzych.
Do gry po kontuzjach powrócili bracia Kamil i Marek Zywertowie, a do drużyny dołączył także ponownie Rafał Rajewicz. Nowymi zawodnikami, którzy znaleźli się w składzie Muszkieterów na sezon 2014/2015 zostali Adrian Krawczyk, który występował wcześniej w SMS-ie PZKosz-u Władysławowo oraz Adam Chodkiewicz (brat Marcina), który w poprzednich rozgrywkach występował w Sokole Międzychód, a w swojej karierze przed sezonem 2014/2015 rozegrał 5 meczów w Polskiej Lidze Koszykówki. Poza tym w nowosolskim zespole mogą także występować zawodnicy pierwszej drużyny Stelmetu – Maciej Kucharek i Patryk Pełka (Pełka przed sezonem 2014/2015 rozegrał 69 meczów w PLK). W Muszkieterach pozostała także część zawodników z poprzednich rozgrywek – między innymi Marcin Chodkiewicz, Radosław Trubacz, Jakub Der i Filip Przybylski. Na pozycji pierwszego trenera drużyny Artur Gronek został zastąpiony Arkadiuszem Miłoszewskim. Zdaniem Miłoszewskiego celem zespołu jest zajęcie miejsca w pierwszej „trójce” grupy D II ligi.

## SKM w rozgrywkach

### Liga
- 2013/2014: II liga, gr. A – sezon zasadniczy: 2. miejsce[31], play-off: ćwierćfinał[19]

### Puchar Polski
| Sezon   | Runda                      | Przeciwnik                            | Wynik |
| ------- | -------------------------- | ------------------------------------- | ----- |
| 2013/14 | I runda (szczebel PZKosz)  | SKM Nowa Sól – Nysa Kłodzko           | 77:69 |
| 2013/14 | II runda (szczebel PZKosz) | KS Sudety Jelenia Góra – SKM Nowa Sól | 77:76 |

## Hala
SKM Nowa Sól swoje mecze rozgrywa w hali CKZiU „Elektryk” w Nowej Soli, mogącej pomieścić około 400 widzów. Obiekt ten otrzymał obecny kształt i wygląd w 2011 roku, gdy oddano go do użytku po kapitalnym remoncie, wartym ponad 7 milionów złotych. Z kolei treningi drużyna odbywa w Zielonej Górze.